# Saint-Sigismond (Haute-Savoie)
Saint-Sigismond település Franciaországban, Haute-Savoie megyében. Lakosainak száma 649 fő (2022. január 1.). Saint-Sigismond Arâches-la-Frasse, Châtillon-sur-Cluses, Cluses és La Rivière-Enverse községekkel határos.

## Népesség
A település népessége az elmúlt években az alábbi módon változott:
| Lakosok száma | 605  | 595  | 622  | 589  | 591  | 585  | 608  | 628  | 649  |
|               | 2013 | 2015 | 2016 | 2017 | 2018 | 2019 | 2020 | 2021 | 2022 |